# Frederick Field Bullard

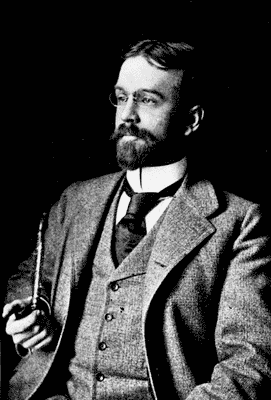
Frederick Field Bullard

Frederick Field Bullard (* 21. September 1864 in Boston, Massachusetts; † 24. Juni 1904 ebenda) war ein US-amerikanischer Komponist.
Bullard studierte zunächst am Massachusetts Institute of Technology, bevor er sich der Musik zuwandte. Er studierte dann vier Jahre lang Orgel und Komposition bei Josef Rheinberger in München. Danach lebte er als Komponist und Musikpädagoge in Boston. Sein bekanntester Schüler war Edward Burlingame Hill.
Bullard komponierte eine Anzahl von Oster- und Weihnachtskantaten, außerdem Lieder und populäre Chorwerke wie den Stein Song, Barney McGee und A June Lullaby. 